# Shopping Downtown
Downtown é um centro comercial localizado na Barra da Tijuca, na capital do Rio de Janeiro. Sua arquitetura chama atenção por se assemelhar a uma "pequena cidade".
O primeiro open mall do Rio de Janeiro atrai cada vez mais lojistas e cerca de 35 mil consumidores por dia. Comprar a céu aberto virou um charme para os cariocas, graças ao perfil democrático e moderno do Downtown, que revive a estrutura de uma própria cidade. Ar livre, lazer para as crianças, arborização nas calçadas, lago e as praças - que viram palcos de grandes eventos, compõem o local instalado há mais de 20 anos na Avenida das Américas, logo no início da Barra da Tijuca.
Além do destaque para a variedade no setor de alimentação, são mais de 700 salas comerciais, agências bancárias, 12 salas de cinema - com tecnologia de ponta em imagem e som - e um dos estacionamentos mais amplos da região. Os números refletem na crescente demanda de moradores do Rio de Janeiro e turistas, que já significa uma movimentação de 35 mil pessoas por dia e quase 4 milhões de veículos ao ano.
Ao completar vinte anos de existência, em 2017, foi construída em frente ao shopping uma passarela, parte de um pacote de modernização ao custo de 75 milhões de reais - sendo mais de 2 milhões de reais veio da iniciativa privada. Esta passarela foi erguida sobre o canal vizinho ao shopping, de forma a facilitar o acesso de quem chega pela Estação Jardim Oceânico, tendo 41 metros de extensão e monitoramento por câmeras.
Mas quem não visita o Downtown de carro, também tem a comodidade garantida. A boa localização é reforçada pela proximidade com estações de transporte, sendo uma opção logo a 5 minutos, através do BRT Bosque Marapendi e a outra a 11 minutos de distância, pela estação Jardim Oceânico, que oferece os serviços de BRT e metrô através da passarela inaugurada em 2018 pelo empreendimento.
Para o lojista, os dados também são positivos, principalmente pelo menor custo benefício de valor do condomínio por metro quadrado do bairro, o que elevou a ocupação das lojas para 90% do total. O momento é uma excelente oportunidade para novos investidores. A expectativa é de um aumento de 15% no aumento da movimentação no Downtown que é a principal referência de open mall no país.

## Sustentabilidade
O Downtown adere à energia limpa e o Condomínio reduz 20% das despesas com a nova prática.
A utilização de recursos naturais como sol, chuva e vento garante o consumo da energia renovável e, segundo o Ministério de Minas e Energia, preserva mais de duas mil árvores, além de coibir a poluição do ar, já que 355 toneladas de gás carbônico deixam de ser lançadas na atmosfera.
Entre as ações que viabilizaram a nova classificação do condomínio no setor elétrico, se destacam: a compra de energia direta do gerador, a isenção de bandeiras tarifárias durante o ano e o desconto pelo compromisso com a energia limpa.

## Características
Possui 520 lojas, muitos restaurantes e 12 cinemas.
- Área construída: 193.830 m²
- 520 lojas
- 12 salas de cinema Cinemark
- 1 praça de alimentação
- Blocos comerciais: 787 salas
- Estacionamento com 3.068 vagas
- 35 mil consumidores/dia[7]
- 3,8 milhões de carros/ano